# White Lake (Dakota del Sud)
White Lake és una població dels Estats Units a l'estat de Dakota del Sud. Segons el cens del 2000 tenia 405 habitants.

## Demografia
Segons el cens del 2000, White Lake tenia 405 habitants, 151 habitatges, i 96 famílies. La densitat de població era de 390,9 habitants per km².
Dels 151 habitatges en un 25,2% hi vivien nens de menys de 18 anys, en un 53% hi vivien parelles casades, en un 7,9% dones solteres, i en un 36,4% no eren unitats familiars. En el 34,4% dels habitatges hi vivien persones soles el 20,5% de les quals corresponia a persones de 65 anys o més que vivien soles. El nombre mitjà de persones vivint en cada habitatge era de 2,27 i el nombre mitjà de persones que vivien en cada família era de 2,96.
Per edats la població es repartia de la següent manera: un 21,5% tenia menys de 18 anys, un 5,7% entre 18 i 24, un 16,8% entre 25 i 44, un 19,5% de 45 a 60 i un 36,5% 65 anys o més.
L'edat mediana era de 49 anys. Per cada 100 dones de 18 o més anys hi havia 71,9 homes.
La renda mediana per habitatge era de 25.500 $ i la renda mediana per família de 38.611 $. Els homes tenien una renda mediana de 26.500 $ mentre que les dones 20.795 $. La renda per capita de la població era de 13.034 $. Entorn del 9% de les famílies i el 19% de la població estaven per davall del llindar de pobresa.

## Poblacions més properes
El següent diagrama mostra les poblacions més properes.